# Scott Major
Scott Major (Melbourne, Victoria; 4 de julio de 1975) es un actor australiano, más conocido por haber interpretado a Tom Morgan en Always Greener, a Lucas Fitzgerald en la serie australiana Neighbours y a Peter Rivers en Heartbreak High.

## Biografía
Scott es hijo de Pam y Ian, tiene un hermano mayor Darren y una hermana mayor Kelly. Darren es cuatro años mayor y Kelly es seis años mayor que Scott.
Scott es fundador y dirige la compañía Bathroom Floor Productions.
Es muy buen amigo de la actriz Pippa Black, quien interpretó a Elle Robinson en Neighbours.
Desde el 2012 sale con la cantante australiana Dallas Frasca.

## Carrera
Entre 1993 y 1996 participó en series como Police Rescue, Water Rats, G.P., Newlyweds y en Late for School. 
De 1994 a 1995 interpretó al chico malo Peter Rivers en la serie Heartbreak High.
Entre 1998 y 1999 participó como invitado en las exitosas series australianas All Saints donde interpretó a Jason Richard y en Home and Away como Murray. 
En el 2001 obtuvo un pequeño papel como un oficial en la película He Died With A Felafel In His Hand, adaptada de los libros de John Birmingham. También se unió a la serie Always Greener donde interpretó al inocente joven granjero Tom Morgan, hasta el final de la serie en el 2003.
En el 2006 escribió, produjo y dirigió Both Sides of the Bar el cual se mostró en el Edinburgh Festival Fringe.
Entre el 2007 y el 2008 apareció en un episodio de la serie Doctors, en la segunda temporada de la comedia Love Soup.
El 22 de julio del 2008 obtuvo su primer papel en la televisión cuando se unió al elenco de la exitosa serie australiana Neighbours donde interpretó al mecánico Lucas Fitzgerald, hasta el 24 de septiembre del 2013 después de que su personaje decidiera mudarse a Daylesford junto a su esposa Vanessa Villante y su hijo Patrick. El 4 de marzo del 2015 Scott regresó a la serie brevemente para celebrar el aniversario número 30 de "Neighbours". Scott regresó brevemente como personaje invitado el 7 de octubre del 2016 y se fue ese mismo día. Anteriormente Scott fue el primer actor en interpretar el papel de Darren Stark en 1993.

## Filmografía

### Series de televisión
| Año                                      | Serie              | Personaje           | Notas                           |
| ---------------------------------------- | ------------------ | ------------------- | ------------------------------- |
| 1993, 2008 - 2013, 2015-2017, 2019, 2021 | Neighbours         | Lucas Fitzgerald    | 1,435 episodios                 |
| 2008                                     | Love Soup          | Keith               | episodio "Integrated Logistics" |
| 2007                                     | City Homicide      | Graeme Combes       | episodio "Rostered Day Off"     |
| 2006                                     | Doctors            | Brian "Bondi" Price | episodio "Going Walkabout"      |
| 2004                                     | Blue Heelers       | Will Graham         | 2 episodios                     |
| 2001 - 2003                              | Always Greener     | Tom Morgan          | 50 episodios                    |
| 1999                                     | All Saints         | Jason Richard       | 3 episodios                     |
| 1998                                     | Home and Away      | Murray              | 4 episodios                     |
| 1998                                     | Wildside           | Steven Nolan        | episodio # 1.5                  |
| 1997                                     | Good Guys Bad Guys | Spike               | episodio "New Dogs, Old Tricks" |
| 1996                                     | Police Rescue      | Robbie Chrichton    | episodio "The River"            |
| 1996                                     | Water Rats         | Flasher             | episodio "Unfinished Business"  |
| 1996                                     | G.P.               | Matt Malouf         | episodio "Two to Tango"         |
| 1994 - 1995                              | Los Rompecorazones | Peter Rivers        | 65 episodios                    |
| 1994                                     | Newlyweds          | -                   | episodio "The Holiday"          |
| 1993                                     | Late for School    | Oates               | 13 episodios                    |

### Películas
| Año  | Título                             | Personaje          | Notas                                                                     |
| ---- | ---------------------------------- | ------------------ | ------------------------------------------------------------------------- |
| 2011 | Deep                               | Lachlan            | corto - junto a Peter Flaherty, Paul O'Brien, Louise McCrae & Carolyn Rey |
| 2003 | Ned                                | Oficial Roy        | -                                                                         |
| 2003 | Diagnosis Narcolepsy               | Huy                | corto - junto a Lara Cox, Erik Thomson, Barry Shepherd & Salvatore Coco   |
| 2001 | He Died with a Felafel in His Hand | Oficial de Welfare | -                                                                         |
| 1999 | Envy                               | Nick               | junto a Abi Tucker, Linda Cropper & Bridie Carter                         |
| 1994 | Cody: A Family Affair              | Drogadicto         | junto a Robert Mammone                                                    |
| 1993 | The Heartbreak Kid                 | Rivers             | junto a Steve Bastoni, William McInnes, Alex Dimitriades & Claudia Karvan |
| 1990 | More Winners: His Master's Ghost   | Martin Tylor       | -                                                                         |

### Teatro
| Año        | Obra                                            | Personaje     | Director    | Escrita         | Notas                                                      |
| ---------- | ----------------------------------------------- | ------------- | ----------- | --------------- | ---------------------------------------------------------- |
| 2009       | The Subtle Art of Flirting                      | -             | Scott Major | -               | junto a Mandie Combe, Fletcher Humphrys & Samantha Kenny   |
| 2007       | Unrequited                                      | Jeremy Potter | Greg Hatton | Newtown Theatre | junto a Kate Maree Hoolihan, Rick Cosnett & Christie Hayes |
| 2007       | Both Sides of the Bar - The Fellatio Monologues | TV Actor      | -           | Scott Major     | junto a Fletcher Humphrys & Samantha Kenny                 |
| 1993       | Desire Lines                                    | -             | Bruce Myles | -               | -                                                          |
| 1989, 1994 | At the Age                                      | -             | -           | -               | -                                                          |

## Premios y nominaciones
| Año  | Categoría | Premio                      | Serie      | Resultado |
| ---- | --------- | --------------------------- | ---------- | --------- |
| 2009 | Bad Boy   | All About Soap Bubble Award | Neighbours | Nominado  |